# Liste der Naturdenkmale in Klingenmünster
Die Liste der Naturdenkmale in Klingenmünster nennt die im Gemeindegebiet von Klingenmünster ausgewiesenen Naturdenkmale (Stand 23. Mai 2024).

## Naturdenkmale
| Nr.         | Bezeichnung | Lage                                                | Beschreibung                                         | Bild                                    |
| ----------- | ----------- | --------------------------------------------------- | ---------------------------------------------------- | --------------------------------------- |
| ND-7337-222 | Kiefer      | westlich des Ortes, oberhalb des Klingbachtals Lage | Pinus sylvestris                                     | Direkt Bild zu diesem Denkmal hochladen |
| ND-7337-223 | Sperberbaum | Bahnhofstraße, hinter Nr. 1 (Keysersmühle) Lage     | Sorbus domestica, einer von ursprünglich zwei Bäumen | Direkt Bild zu diesem Denkmal hochladen |